# Bisfenol S
Bisfenol S (abreviado BPS) é um composto orgânico com a fórmula (C6H4OH)2SO2. Tem dois grupos funcionais fenol de cada lado de um grupo sulfonil. É comumente usado como um reagente e, reações epóxi, e é usado na cura rápida na secagem de colas a base de resina epóxi.

## História e uso
Bisfenol S é usado na cura de colas a base de resinas epóxi de secagem rápida, e como um anti-corrosivo. Também é comumente usado como reagente em reações de polímeros, como desenvolvedor de papel sensíveis ao calor, na produção de polímeros sulfona, retardadores de fogo, acopladores para a fotografia, agentes de curtimento de couros e peles, em produtos químicos de galvanização, como intermediários de corantes, produtos farmacêuticos (medicamentos antilepróticos) e outros compostos, como modificadores de fibras de couro.
Os bisfenóis são amplamente utilizado tanto como solvente de extração como solvente de reações bem como intermediários para a síntese de produtos químicos têxteis e produtos farmacêuticos e agroquímicos.
Como um composto organossulfona os bisfenóis são amplamente utilizados em refinarias, unidades de produção de vapor, extração de compostos aromáticos e na indústria petroquímica, onde agem como catalisadores de hidrotratamento, catalisadores iniciais de beneficiamento, fonte de enxofre em síntese orgânica, catalisador pré-sulfetação, na recuperação de enxofre do gás natural (dessulfurização).
Os compostos organosulfonas compostos também são usados em síntese orgânica como fontes de compostos organosulfurados em "moléculas-alvo" orgânicas para o fabrico de produtos farmacêuticos, biocidas, adesivos e produtos agrícolas. Na produção de polímeros, lubrificantes e aditivos de funcionalidade para combustíveis operando a extrema pressão. São também usadas no tratamento de metais e como fungicidas.

## Síntese
Bisfenol S é preparado pela reação de dois equivalentes de fenol com um equivalente de ácido sulfúrico.
2 C6H5OH + 2 H2SO4 → (C6H4OH)2SO2 + 2 H2O
Esta reação também pode produzir 2,4'-sulfonildifenol.

## Questões ambientais
Devido ao crescente uso de bisfenóis na indústria e sua presença em produtos, estudos sobre a sua biodegradabilidade tem sido realizados, buscando desenvolver-se processos que permitam a continuidade de sua aplicação sem danos ao ambiente.